# Sopot Challenger 2000
Il Sopot Challenger 2000 è stato un torneo di tennis facente parte della categoria ATP Challenger Series nell'ambito dell'ATP Challenger Series 2000. Il torneo si è giocato a Sopot in Polonia dal 7 al 13 agosto 2000 su campi in terra rossa.

## Vincitori

### Singolare
Hugo Armando ha battuto in finale  Jan Weinzieri con il punteggio di 6–4, 6–0

### Doppio
Sergio Roitman /  Andrés Schneiter hanno battuto in finale  Óscar Hernández /  Germán Puentes con il punteggio di 6–4, 6–2